# Messageries Gare de Lyon-Daumesnil
Le site des Messageries Gare de Lyon-Daumesnil est un terrain situé entre les voies de sortie de la gare de Paris-Lyon, la rue de Rambouillet, la rue du Charolais et la rue Jorge-Semprún qui était affecté à des activités ferroviaires (messageries, tri postal, imprimerie des billets, télégraphie) jusqu’à leur abandon au début du XXIe siècle. Cette friche de six hectares fait l’objet en 2021 d’un projet d’aménagement urbain.

## Histoire
Le site est celui du parc d’un pavillon de plaisance, la « Folie-Rambouillet», construit en 1635 pour le financier Nicolas de Rambouillet. Ce parc, qui s’étendait entre la rue de Charenton et la rue de Bercy le long d’un chemin devenu la rue de Rambouillet, comprenait des pavillons à ses angles. Le château était situé le long de la rue de Charenton. La propriété démembrée à la fin du XVIIIe siècle devint une terre agricole (jardins) parsemée de modestes constructions. Les derniers vestiges du château encore visibles à la fin du XIXe siècle le long de la rue de Charenton ont disparu.

Le site avant la gare
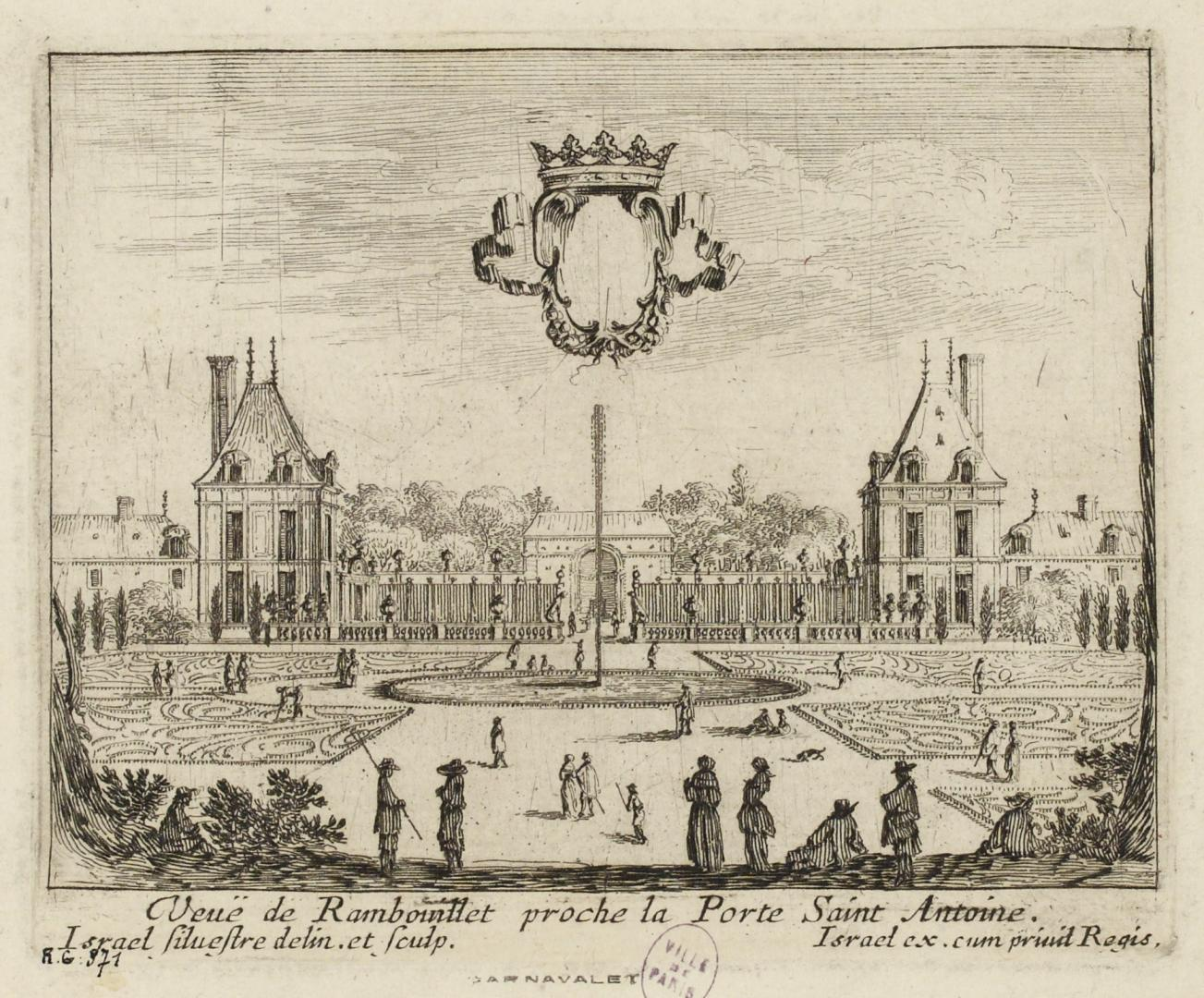
Folie Rambouillet.
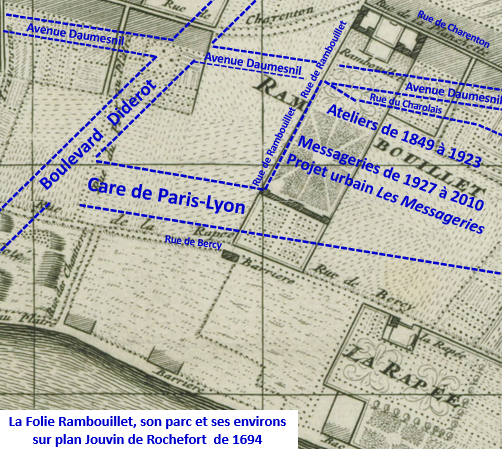
Site sur plan de 1694.
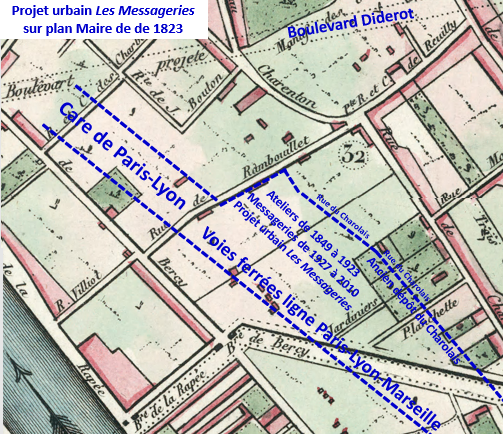
Site sur plan de 1823.

Des ateliers de réparation de matériel et de construction de locomotives sont implantés peu après l’ouverture de l’embarcadère de Lyon, en 1849, sur la plus grande partie de ce terrain limité au nord-est par un chemin créé par la compagnie ferroviaire, qui reliait la barrière de Charenton de l’enceinte des Fermiers généraux à la rue de Rambouillet. La rue du Charolais, ouverte en 1863 au nord-est de ce chemin, absorbe celui-ci dans les installations ferroviaires.
Ces ateliers s’étendant sur un terrain de 10 hectares et employant environ 300 ouvriers ont assuré l’entretien, la réparation du matériel et ont construit 470 locomotives de 1849 à 1909
Les bâtiments des messageries et du tri postal sont construits de 1923 à 1927 à la place des ateliers à la suite de l’agrandissement de la gare par création de huit nouvelles voies à l’emplacement des anciennes messageries-départ. La suppression des ateliers est permise par le transfert de la réparation et du gros entretien du matériel à Villeneuve-Saint-Georges et à Nevers.
Le remisage et la maintenance des locomotives continue d’être assurés par le dépôt du Charolais à proximité. Le départ des ateliers permet la construction d’une troisième rotonde en 1925.

Ateliers en 1904. Messageries en 1934
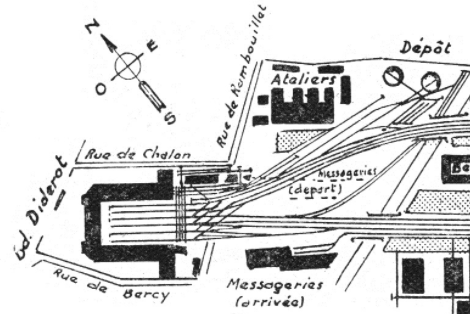
Plan de la gare de Lyon, du dépôt et des ateliers du Charolais en 1904.
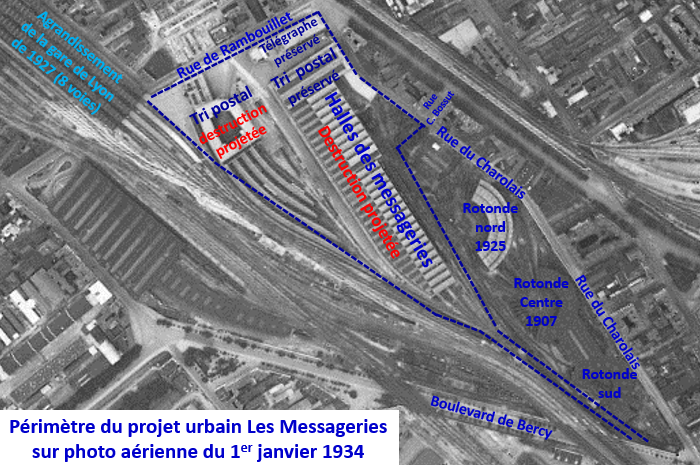
Projet urbain Messageries sur photo aérienne de 1934.

Les halles de messageries devenues celles du SERNAM en 1970 lors de la création d’un service autonome au sein de la SNCF, transformé ensuite en société filiale, ont été abandonnées lors de la disparition de cette société reprise par Geodis Calberson en 2012. 
Les terrains qui jouxtent au sud-est le site du projet urbain des messageries étaient ceux du dépôt du Charolais. Ces terrains ont été urbanisés lors de l'abandon progressif du dépôt, avec destruction des rotondes, la première à l’angle du boulevard de Bercy et de la rue du Charolais en 1969, la deuxième la rotonde centrale en 1989, la troisième, la plus grande et la plus récente datant de 1925, en 2002. Le site de cette rotonde a été aménagé dans les années 2010 dans le cadre de la ZAC Charolais-Rotonde avec ouverture des rues Jorge-Semprún, Simone-Iff, Anna-Jaclard et de la place Gertrude-Stein. Le petit dépôt relais qui subsistait a fermé définitivement en 2016.

## Le projet urbainLes Messageries
Le projet d'aménagement par la société filiale de la SNCF Espaces Ferroviaires, porte sur la construction d’environ 600 logements dont 60 % de logements sociaux, de 3 000 m2 de commerces de proximité, de 45 000 m2 de bureaux, d’une école de huit classes, d’une crèche, d’un hectare de jardin et d’une promenade reliant la rue de Rambouillet au boulevard de Bercy. Trois bâtiments proches de l’angle des rues du Charolais et de Rambouillet devraient être préservés et réhabilités, celui des messageries qui était affecté au tri du courrier et de la livraison de colis, celui qui abritait les TGV postaux, provisoirement utilisé par le tiers lieu Ground Control, et celui de la télégraphie et de l’impression des billets au bord de la rue du Charolais.
Le grand bâtiment des halles en longueur qui borde les voies en sortie de la gare sera détruit, à l'exception d'une grande travée et de deux moyennes travées, pour construire des logements et aménager le jardin.

Friche des messageries en septembre 2021
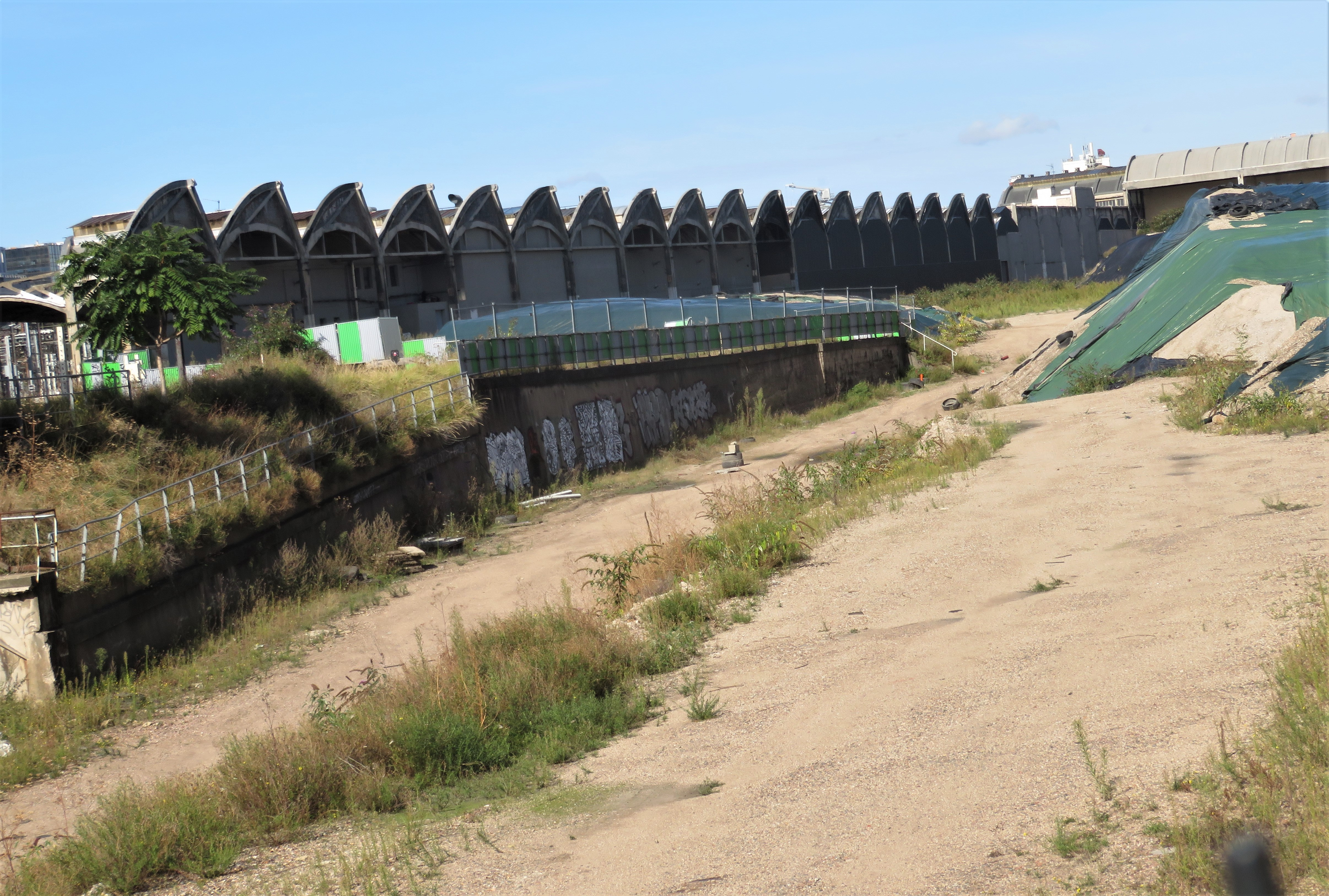
Friche et halle.
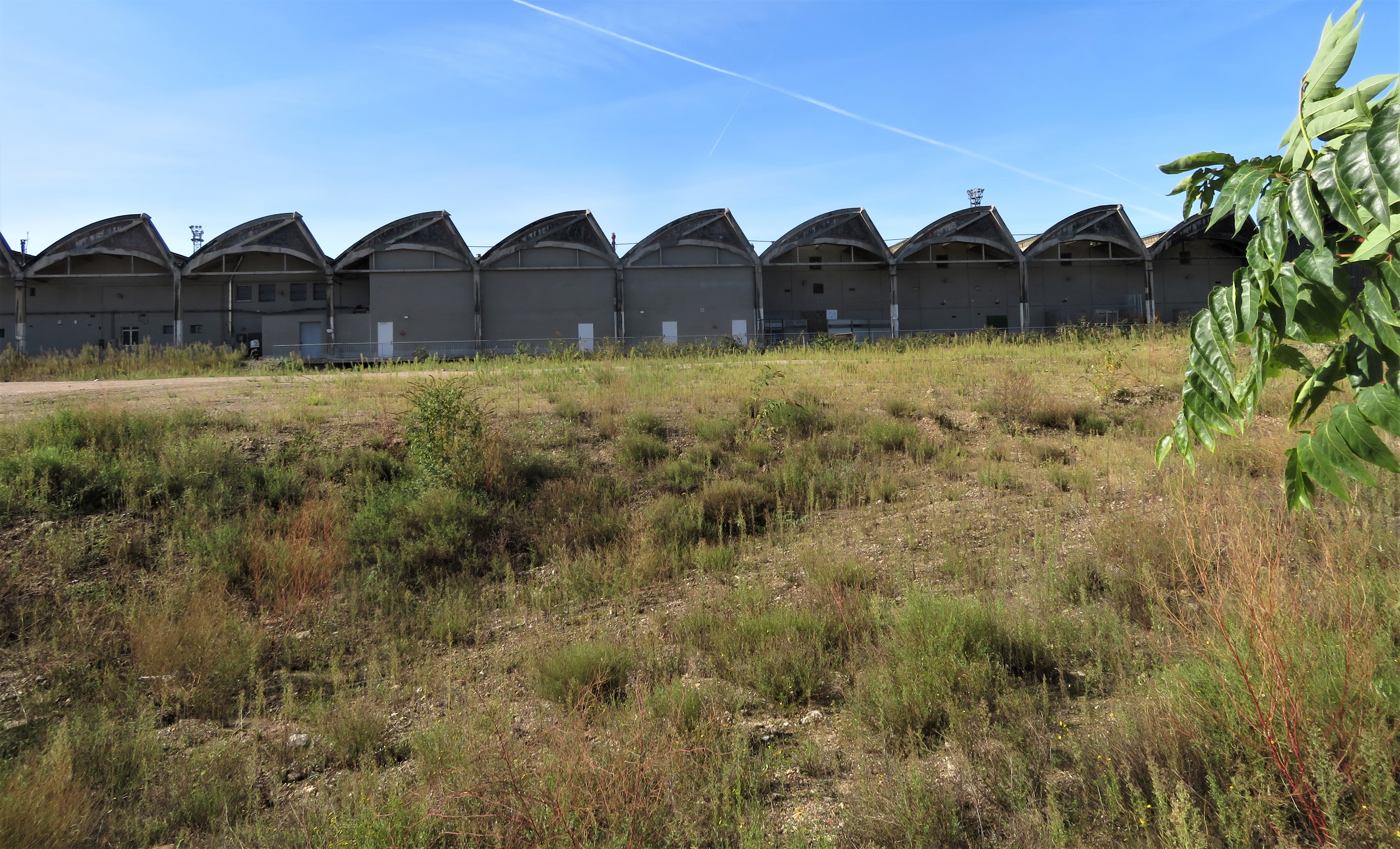
Halle qui se sera détruite.

Bâtiments qui seront préservés
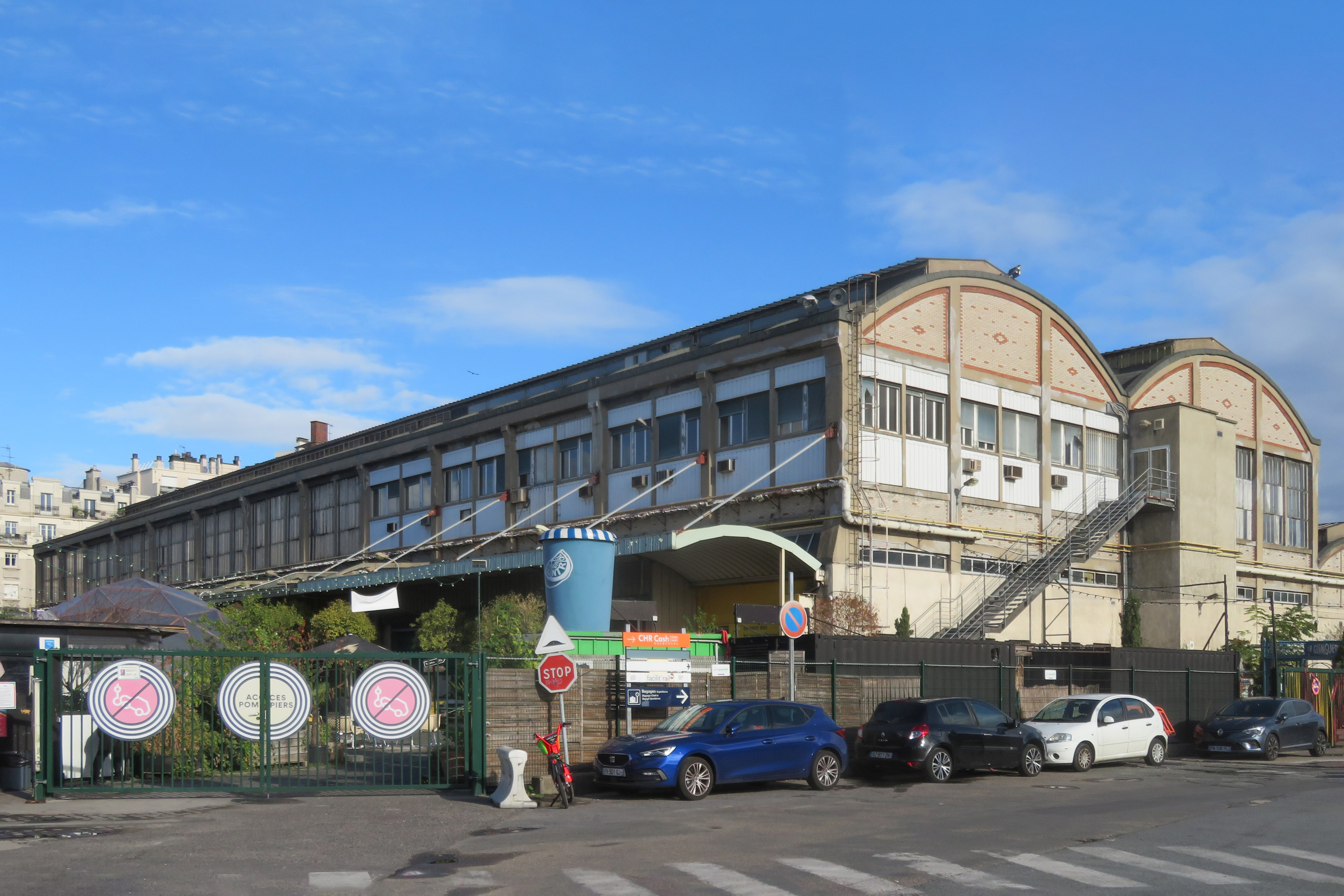
Ancien bâtiment du TGV postal Paris-Charolais.
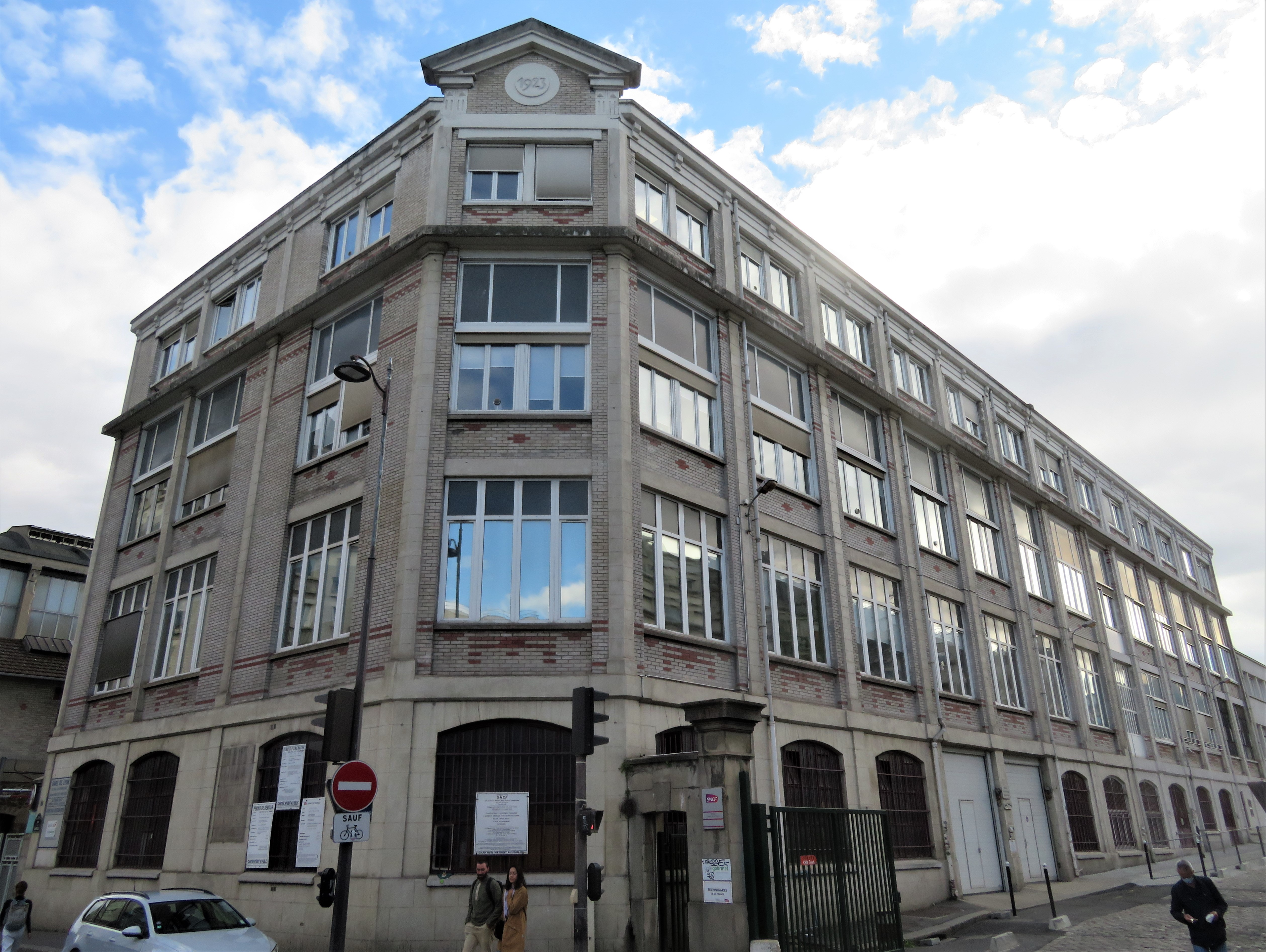
Messageries de Paris-Charolais.
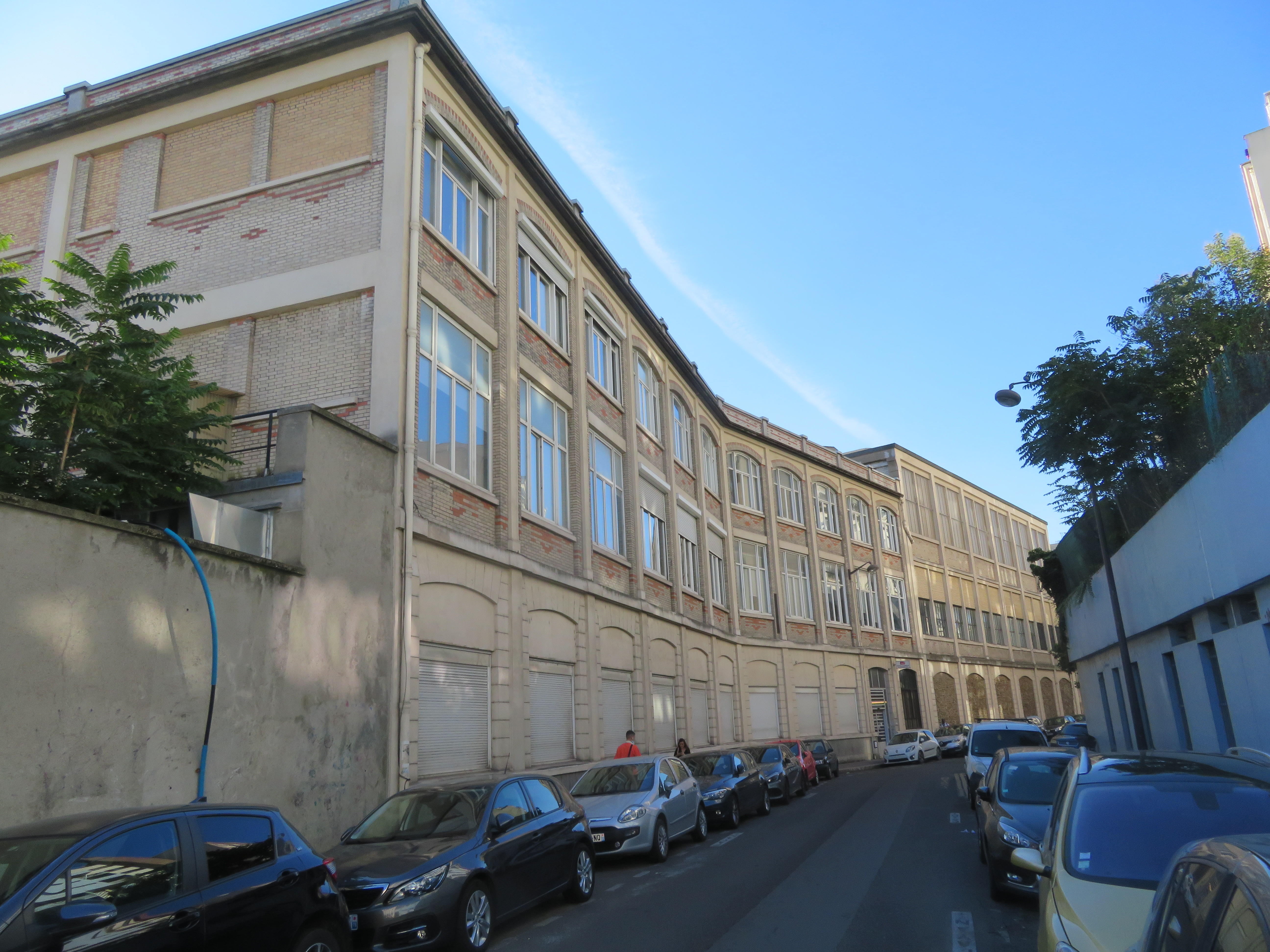
Bâtiment de l’impression des billets et de la télégraphie.